# Pericallia
Pericallia is een geslacht van vlinders uit de familie van de spinneruilen (Erebidae) en de onderfamilie Arctiinae.

## Soorten
- P. aequata Walker, 1864
- P. albidior Rothschild, 1935
- P. conflictalis Walker, 1864
- P. coorgensis Hampson, 1916
- P. dentata Walker, 1855
- P. distinguenda Walker, 1864
- P. distorta Moore, 1879
- P. dohertyi Hampson, 1901
- P. dora Semper, 1899
- P. erosa Walker, 1855
- P. everetti Rothschild, 1910
- P. imperialis Kollar, 1844
- P. klapperichi Daniel, 1943
- P. magna Wileman, 1910
- P. matherana Moore, 1879
- P. matronula (Linnaeus, 1758)
- P. melanopsis Walker, 1864
- P. mussoti oberthur, 1903

- P. pannosa Moore, 1879
- P. pasinuntia Stoll, 1782
- P. picta Walker, 1864
- P. plutonica Felder, 1874
- P. quadrimaculata Talbot, 1929
- P. ricini Fabricius, 1775
- P. rudis Walker, 1864
- P. sipahi Moore, 1872
- P. transversa Moore, 1879
- P. whiteheadi Rothschild, 1910